# Linthicum
Linthicum est une communauté non incorporée (CDP) du  comté d'Anne Arundel dans l'État du Maryland aux États-Unis. 
Lors du recensement des États-Unis de 2000, la localité était peuplée de 7 539 habitants. L'aéroport international Thurgood Marshall, qui est l'aéroport principal des villes de Baltimore et de Washington D.C., est situé sur le territoire de Linthicum. 
La localité fut fondée en 1908 et nommée d'après Abner Linthicum. Dans le passé, la localité se faisait appeler Linthicum Heights. En général, elle est découpée en deux zones North Linthicum et Linthicum-Shipley. 
De nos jours, le Linthicum Heights Historic District est classé sur le Registre national des lieux historiques.

## Géographie
Selon le bureau de recensement américain, la communauté couvre une superficie de 10,9 km2. La zone est traversée par le fleuve Patapsco

## Démographie
Selon le recensement de 2000, sur les 7 539 habitants, on retrouvait 2 877 ménages et 2 206 familles dans le comté. La densité de population était de 692 habitants par km² et la densité d'habitations (2 950  au total)  était de 271 habitations par km². La population était composée de 94,39 % de blancs, de 1,76 % d'afro-américains, de 0,24 % d'amérindiens et de 2,44 % d'asiatiques.
28,3 % des ménages étaient composés, en partie, d'enfants de moins de 18 ans et47,7 % étaient des couples mariés. 21,3 % de la population avait moins de 18 ans, 6,2 % entre 18 et 24 ans, 25,5 % entre 25 et 44 ans, 26,4 % entre 45 et 64 ans et 20,6 % au-dessus de 65 ans. L'âge moyen était de 43 ans. La proportion de femmes était de 100 pour 93 hommes.
Le revenu moyen d'un ménage était de 61 479 dollars.